# KZ-Außenlager Klooga

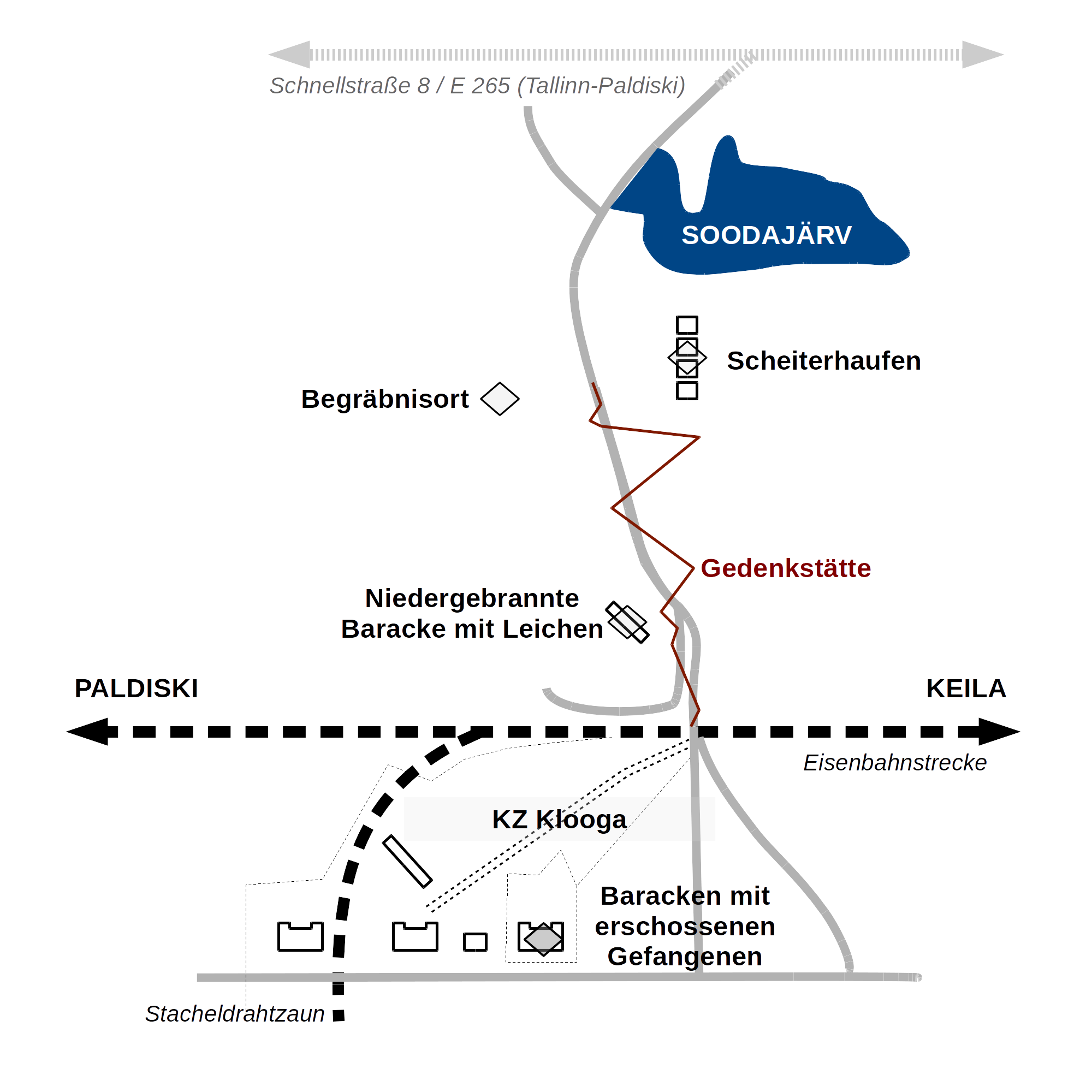
Übersichtskarte zum Konzentrationslager Klooga mit der heutigen Gedenkstätte

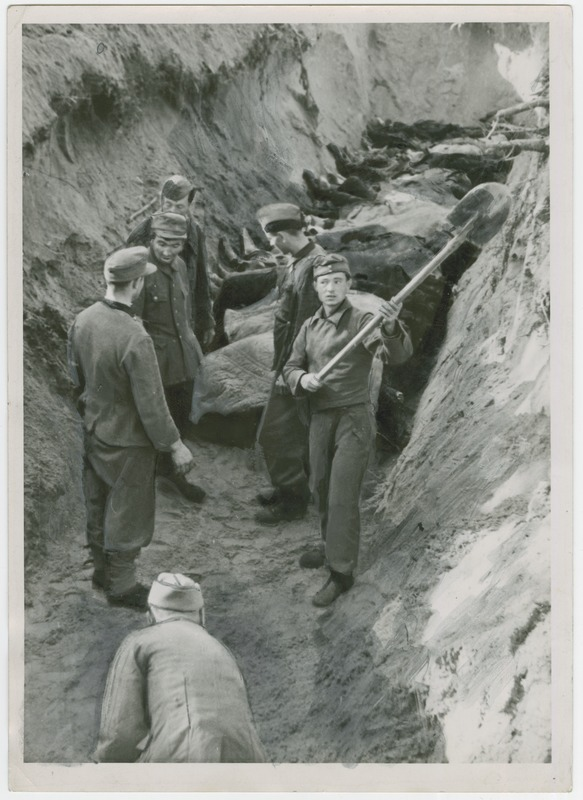
Deutsche Kriegsgefangene begraben Opfer des Konzentrationslagers Klooga in einem Gemeinschaftsgrab 1944.

Das KZ-Außenlager Klooga war während der deutschen Besetzung Estlands eines der Außenlager des KZ Vaivara in unmittelbarer Nähe des Dorfes Klooga im Kreis Harju im Norden Estlands rund 30 km westlich der Hauptstadt Tallinn. Das Lager wurde zur Tarnung offiziell mit O. T. Betriebe Klooga bezeichnet und damit der Organisation Todt zugeordnet.

## Lage
Das Lagergelände befand sich in Wäldern westlich des Dorfes Klooga, im Bereich zwischen der Bahnstrecke Tallinn–Paldiski und einem nicht mehr bestehenden Gleisabzweig nach Süden. Rund zwei Kilometer nördlich verläuft die heutige Schnellstraße E 265. Das Gelände befindet sich heute auf einem abgesperrten Truppenübungsplatz, von den Gebäuden sind nur wenige Spuren erhalten. Die Gedenkstätte wurde an einem Waldweg zwischen dem Bereich der heutigen Bahnhaltestelle Klooga-aedlinn und der Schnellstraße in nordwestlicher Richtung angelegt.

## Geschichte des Lagers

### Die Einrichtung
Während der Besetzung Estlands in den Jahren 1940/41 in Folge des deutsch-sowjetischen Nichtangriffspaktes war in der Gegend um Klooga bereits ein militärisches Sperrgebiet der Sowjets eingerichtet worden. Das Konzentrationslager Klooga wurde im September 1943 als eines von insgesamt über zwanzig Außenlagern des KZ Vaivara errichtet. Vorangegangen war der Befehl des Reichsführers SS Heinrich Himmler vom 21. Juni 1943, alle jüdischen Ghettos im Reichskommissariat Ostland, zu dem damals Estland, Lettland, Litauen und Teile Weißrusslands gehörten, aufzulösen und die Juden zu Arbeitseinsätzen heranzuziehen. Das Lager wurde unter dem Kommando des SS-Wirtschafts-Verwaltungshauptamt betrieben.

### Der Lagerbetrieb
Die Anzahl der Gefangenen im Lager betrug zwischen 1.800 und 2.100 Männern und Frauen, in der Gesamtzahl etwa 3.000. Andere Quellen geben die Belegung wie folgt an:
| Zeitraum      | Anzahl der Gefangenen |
| ------------- | --------------------- |
| Oktober 1943  | 1.453                 |
| November 1943 | 1.854                 |
| April 1944    | 2.080                 |
| Mai 1944      | 2.122                 |

Die Mehrzahl der Insassen waren Juden. Die meisten waren im August und September 1943 aus den Ghettos von Kaunas und Vilnius verschleppt worden. Eine geringere Anzahl waren lettische Juden aus dem Lager Salaspils, russische oder rumänische Juden. Daneben wurden im KZ Klooga einige politische Gefangene, Verbrecher, Homosexuelle und sowjetische Kriegsgefangene inhaftiert.
Für alle Häftlinge, die bis Anfang September 1944 inhaftiert waren, wurden ‚Häftlingspersonalkarten‘ angelegt, mit Angaben zu Name, Vorname, Geburtstag und -ort und einer Berufsbezeichnung. Teilweise gibt es auch Einträge zu der Verwendung der Häftlinge in den sogenannten ‚Kommandos‘, zu Aufenthalten im Krankenrevier oder Überstellungen zu anderen Orten. Die Karten sind heute im Original im Estnischen Nationalarchiv archiviert.
Das Lager war mit Stacheldraht umzäunt. Die gefangenen Männer und Frauen waren voneinander getrennt und in zweistöckigen Behausungen untergebracht, es gab fließendes Wasser und die notwendigen sanitären Einrichtungen. Bewacht wurde das Lager von deutschen SS-Einheiten und Angehörigen der estnischen Schutzmannschaft Wachbataillon 287 (estnisch 287. Kaitse Vahipataljon), das ab Dezember 1943 als Estnisches Polizeibataillon 30 (30. Eesti Politseipataljon) geführt wurde.
Die Gefangenen mussten Zwangsarbeit bei Bau- und Transportarbeiten, in Handwerkerkommandos, in Putzeinheiten, in der Schneiderei, Schmiede und Schlosserei und in der Holzverarbeitung mit Tischlerei und Holzschuhfabrik verrichten. In der Betonverarbeitung (Kommando Beton) wurden unter Aufsicht der Kriegsmarine betonummantelte Seeminen hergestellt. Die Arbeitsbedingungen werden als extrem hart beschrieben. Gleichzeitig galt das Lager bei den nach Estland deportierten Juden als „gutes“ Lager, in das viele nach ihrer Ankunft wollten.

### Die Auflösung
Mit dem Vorrücken der Roten Armee im Juli und August 1944 nach Estland begann die SS mit der Räumung von Außenlagern des schon evakuierten Stammlagers KZ Vaivara. Am 17. September 1944 stand der Abzug der Besatzer aus Estland kurz bevor. Das Personal der Besatzungsverwaltung erhielt fünf Tage, um das Gebiet über die Häfen in Tallinn oder Paldiski zu verlassen. Die bewaffneten Einheiten sollten sich nach Riga oder die westlichen estnischen Inseln zurückziehen. Viele Gefangene anderer Lager wurden über die Ostsee in das Konzentrationslager Stutthof bei Danzig gebracht, andere nach Freiburg in Schlesien. Die Häftlinge der verbliebenen Arbeitskommandos wurden ins Lager Klooga gebracht, das als letztes Lager in Estland existierte und wo sich auch die restlichen Wachmannschaften des Lagers Vaivara einfanden.
Am 19. September 1944 wurden im Lager Klooga die Gefangenen wie üblich um 5 Uhr morgens außerhalb der Frauenbaracke versammelt. Verantwortlicher Lagerkommandant von Klooga war zu diesem Zeitpunkt Wilhelm Werle. Er teilte den rund 2000 Gefangenen mit, dass sie nach Deutschland evakuiert würden. Tatsächlich waren die in Frage kommenden Schiffe schon zu diesem Zeitpunkt überfüllt und der Plan, die Gefangenen zu töten, bereits beschlossen. Es ist unklar, wer letztlich den Exekutionsbefehl erteilte.
Um die Situation ruhig zu halten, wurde der Tagesablauf am 19. September wie üblich eingehalten. Einige Stunden nach dem Gefangenenappell am Morgen wurden dreihundert der körperlich stärksten männlichen Insassen gezwungen, Holzscheite aus dem Lager zu bringen und auf Lichtungen rund einen Kilometer vom Lager entfernt vier Scheiterhaufen von rund 6 m × 6,50 m mit einem Kamin in der Mitte zu errichten. Währenddessen wurde die Bewachung des Lagers unter Mithilfe der 20. Waffen-SS-Division unter dem Befehl des Leiters der Ausbildungs- und Ersatzeinheiten Georg Ahlemann verschärft und der Lagerausgang zusätzlich mit LKW versperrt. Nach der wie üblich ausgeteilten Suppe am Nachmittag mussten sechs männliche Gefangene zwei Benzintanks auf die LKW laden.
Um 5 Uhr nachmittags begann der Massenmord. Mit den Männern beginnend wurden Gruppen von 50 bis 100 Gefangene bewacht zum Platz mit den Scheiterhaufen gebracht. Die Gefangenen mussten sich auf die Scheite legen und wurden mit einem Genickschuss getötet. Flüchtende Gefangene wurden im umliegenden Wald erschossen. Die erste Lage der Ermordeten wurde mit einer Schicht Holzscheite bedeckt, darauf wurden die nächsten Gefangenen getötet. Insgesamt ergaben sich so zwischen drei und vier Lagen Ermordeter. Einer der Scheiterhaufen wurde nicht benutzt, die anderen nach Einbruch der Dunkelheit angezündet.
Zwischen 30 und 50 Gefangene wurden nur wenige hundert Meter einzeln in einen Gang einer nicht fertig gestellten Holzbaracke gezerrt und durch Genickschuss ermordet. Die Baracke wurde angezündet und brannte vollständig nieder. Zuletzt wurden 79 Funktionshäftlinge, wie Friseure, Köche, Schuhmacher und ähnliche in einem Gang der Frauenbaracke erschossen. Einige Dutzend Gefangene konnten sich vor allem auf dem Dachboden der Männerbaracke verstecken. Nach sowjetischen Quellen überlebten 108 Gefangene.
Spät in der Nacht des 19. September 1944 verließ die Wachmannschaft das Lager Richtung des Hafen Paldiski, um nach Deutschland evakuiert zu werden.

### Die Entdeckung des Lagers
Wenige Tage später wurden die teilweise verkohlten, halb-verbrannten und auch unversehrt erscheinenden Leichen durch Rotarmisten entdeckt. Diese riefen britische und US-amerikanische Journalisten, die die Gräueltaten in Klooga mit ihren Berichten weltbekannt machten. So erschien am 30. Oktober 1944 eine Ausgabe des Life-Magazins mit dem Artikel von John Kersey Prisoner 339, Klooga. Auch sowjetische Medien berichteten wiederholt und auch in den Folgejahren über die begangenen Verbrechen. Allerdings wurde dort von Anfang an nicht erwähnt, dass es sich bei den Insassen zum überwiegenden Teil um Juden handelte. Stattdessen wurden sie als anonyme ‚Sowjetbürger‘ oder absichtlich als Russen oder Esten bezeichnet, obwohl es viele Opfer auch litauischer, polnischer oder lettischer Nationalität gab.

### Die Täter
Die Ermordung wurde vom leitenden deutschen SS-Personal organisiert und überwacht. Die Erschießungen führte ein Kommando deutschsprachiger Angehöriger der Sicherheitspolizei aus, dessen Herkunft widersprüchlich angegeben wird, für das Tallinn aber am glaubwürdigsten erscheint. Als Lagerwache war die 3. Kompanie des 287. Polizeibataillon, das sich aus Esten formierte, an dem Massenmord beteiligt. Die Lagerbewachung wurde durch die 20. Waffen-Grenadier-Division der SS verstärkt, die in der Nähe stationiert war. Der Lagerkommandant des Stammlagers Vaivara, SS-Hauptsturmführer Hans Aumeier, der schon in den Konzentrationslagern Auschwitz, Dachau und Buchenwald Dienst getan hatte, konnte später verhaftet werden. Er wurde nach dem Zweiten Weltkrieg wegen Verbrechen gegen die Menschlichkeit in Krakau hingerichtet.

## Gedenken

### Nach der Entdeckung in der sowjetischen Ära

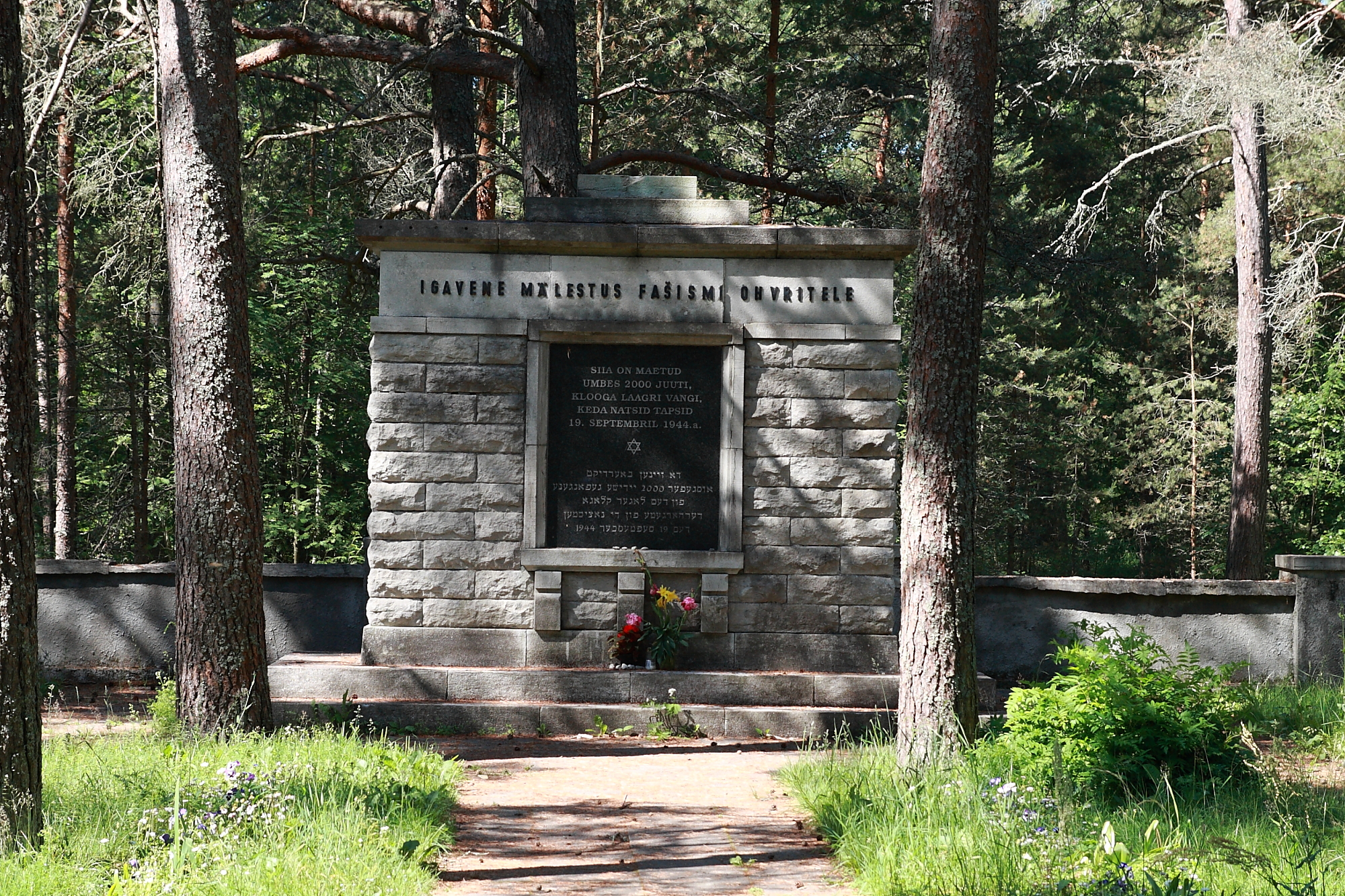
Der erste Gedenkstein an den Massengräbern. Inschrift auf Estnisch und Jiddisch

In Estlands sowjetischer Zeit wurde der Opfer des Holocaust nicht öffentlich gedacht. Stattdessen wurde das Gedenken an die Gefallenen des „Großen Vaterländischen Krieges“ gepflegt und der „Sieg über den Faschismus“ glorifiziert. An Stätten des Massenmordes an den Juden wurde nicht erwähnt, dass die Opfer jüdisch waren. Diese wurden auch in Klooga anonym und unabhängig ihrer nationalen Zugehörigkeit als „Sowjetbürger“ bezeichnet und dies so auf den Gedenksteinen angegeben. Offizielle Initiativen, die sich um eine Würdigung speziell der jüdischen Opfer bemühten, wurden zurückgewiesen. Die erste Gedenkveranstaltung in Klooga, die Bestattung der sterblichen Überreste der Ermordeten, fand am 7. Oktober 1944 statt: Deutsche Kriegsgefangene waren gezwungen worden, diese in zwei langgezogenen Massengräbern zu beerdigen. Die Gräber wurden mit einer Steinmauer umgeben und 1951 ein Monument mit der Aufschrift „Zur ewigen Erinnerung an die Opfer des Faschismus“ aufgestellt. Später angebrachte Tafeln auf Estnisch und Russisch verurteilten die Täter als „faschistische Mörder“ und „Feinde des Sowjetvolkes“ und schilderten die Situation des Lagers und die Ereignisse des 19. September 1944.
In den 1960er und 1970er Jahren wurden am 19. September Orientierungsläufe als Gedenkveranstaltungen organisiert. Die meist im Ausland lebenden ehemaligen Gefangenen und ihre Angehörigen wurden zu Gedenkveranstaltungen weder eingeladen noch war ihre Teilnahme erwünscht, zudem wurde ausländischen Personen der Besuch in der sowjetischen Sperrzone nicht gestattet.
Ende der 1980er Jahre änderte sich die Situation: Eine Gruppe ehemaliger Gefangener aus Israel besuchte die Stätte im Mai 1989, und es begann die Diskussion um den Ersatz des Gedenksteins. Nach 1989 verschwanden die Restriktionen hinsichtlich der Gedenkveranstaltungen – in ganz Estland – nach und nach.

### Nach der Wiedererlangung der Unabhängigkeit
Nach der Wiedererlangung der Unabhängigkeit Estlands wurden 1994 auf Betreiben der jüdischen Gemeinde Estlands die Gedenktafeln an den Gedenksteinen aus der Sowjetzeit ersetzt bzw. um die korrekten Angaben zur Nationalität der Opfer ergänzt. Das Monument am Massengrab existiert noch heute, der aufgesetzte Rote Stern wurde ebenfalls im Jahr 1994 durch den Davidstern ersetzt. Seit dem Jahr 2002 ist der 27. Januar auch in Estland Gedenktag für die Opfer des Holocaust, zum 19. September werden jährlich Gedenkveranstaltungen durch staatliche Stellen und die jüdische Gemeinde Estlands organisiert.

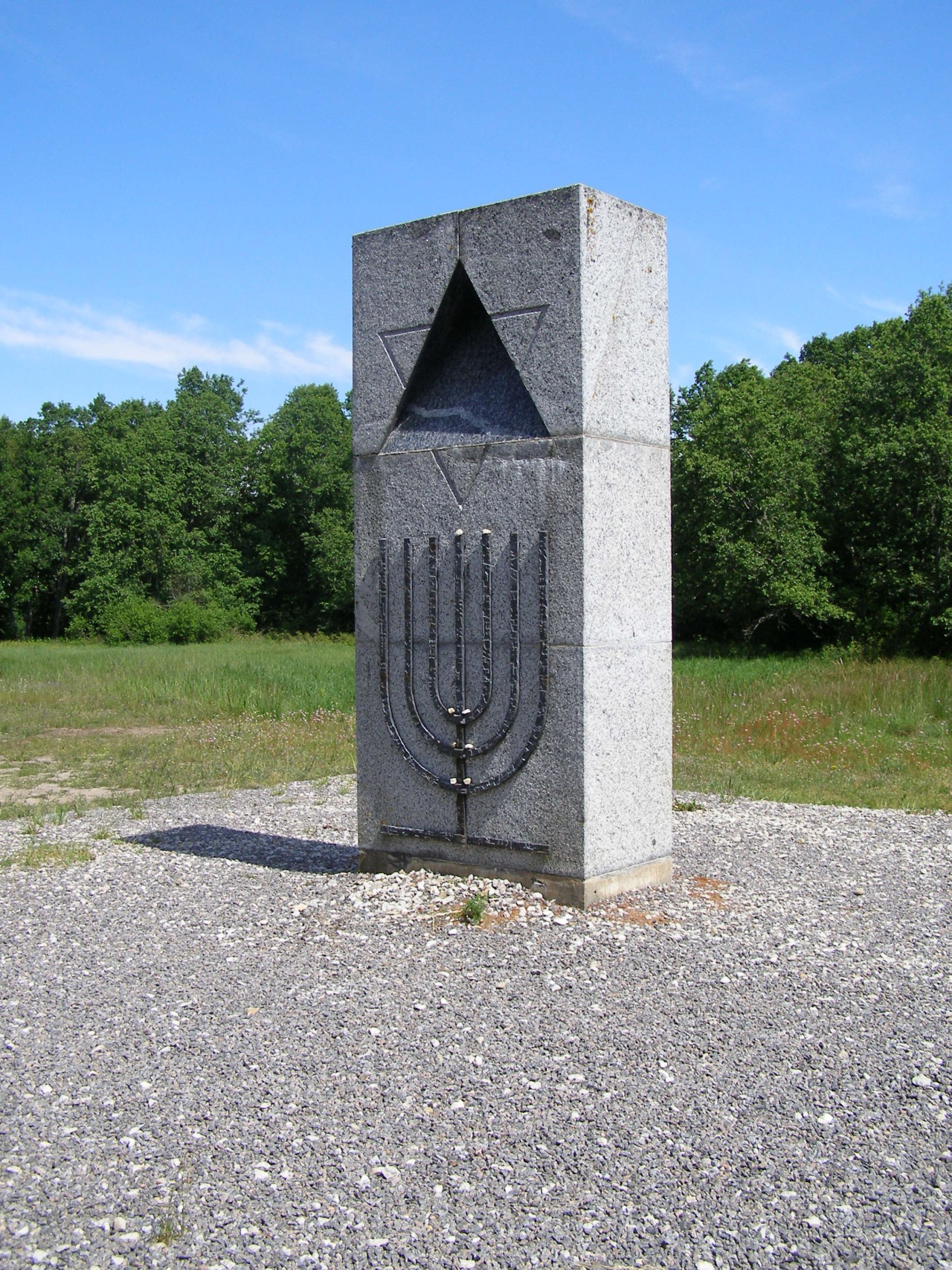
Denkmal zur Erinnerung an die ermordeten Juden in Estland. Eingeweiht am 1. September 1994.

In seiner Rede auf dem Gelände des ehemaligen KZ im Mai 2005 bat der estnische Ministerpräsident Andrus Ansip im Namen der estnischen Regierung um Verzeihung für die Teilnahme von Esten am Holocaust. Er versprach, dass Estland weiterhin alles zur Aufklärung dieser Verbrechen tun werde.
Am 24. Juli 2005 enthüllten der estnische Staatspräsident Arnold Rüütel und der israelische Botschafter in Estland, Schemi Zur, einen marmornen Gedenkstein an der Stelle des früheren Konzentrationslagers Klooga.
Zum 70. Jahrestag der Befreiung des Konzentrationslagers am 19. September 2014 organisierte eine estnische Delegation der International Holocaust Remembrance Alliance und die Estnische Jüdische Gemeinde eine Gedenkveranstaltung an der Gedenkstätte. Teilnehmer waren rund einhundert Personen, unter anderem der estnische Ministerpräsident Taavi Rõivas, der italienische Botschafter Marco Clemente als Vertreter des Präsidiums des Europarates und der Überlebende Dr. T. Balberyszski.

### Die Gedenkstätte
Die Gedenkstätte ist als Weg angelegt, der im Zickzack einen bestehenden Waldweg kreuzt. Er beinhaltet insgesamt neun Stationen. Von Südwesten, der heutigen Bahnhaltestelle Klooga-aedlinn kommend, werden mit diesem Weg die Gedenksteine und Infotafeln zu verschiedenen Aspekten des Lager Klooga und des Holocaust verbunden: Das Lager Klooga, Leben im Lager Klooga, Die Auflösung des Lagers am 19. September 1944, ein von dem Architekten Tiit Kaljundi gestalteter Gedenkstein, Die Entdeckung des Massenmords, die von dem Architekten Ants Mellik gestaltete Grabanlage mit dem Monument aus dem Jahr 1951, der von dem Architekten Rein Luup und dem Künstler Heino Müller gestaltete Gedenkstein aus dem Jahr 1994, Der Holocaust in Estland und Der Holocaust.